# William Pène du Bois
Pour les articles homonymes, voir Pène, du Bois et Bois (patronyme).
William Pène du Bois, né le 9 mai 1916 à Nutley (New Jersey) et mort le 5 février 1993 à Nice, est un écrivain et illustrateur franco-américain. Il est principalement connu pour son roman Les Vingt-et-un Ballons (The Twenty-One Balloons), paru en avril 1947.
Fils du peintre Guy Pène du Bois, il travaille de 1953 à 1960 avec George Plimpton, éditeur artistique du Paris Review.
Les Vingt-et-un Ballons raconte l'histoire d'un aéronaute de San Francisco qui entreprend un voyage autour du monde en montgolfière en 1883. Des mouettes percent son ballon et il chute dans les eaux de l'archipel du Krakatoa. Alors qu'il nage vers la côte, il aperçoit un village où vit une société secrète de 80 habitants qui s'enrichit en extrayant des diamants des mines du volcan. Lorsque le volcan explose le 27 août 1883, les 81 personnes s'entassent sur une plateforme accrochée à 20 montgolfières et survolent le monde, avant de sauter en parachute. Ce roman a obtenu la médaille Newbery en 1948
Il est mort d'un accident vasculaire cérébral.

## Œuvres
- The Great Geppy (1940)
- The Twenty-One Balloons (1947)
- Peter Graves (1950)
- Bear Party (1951)
- Squirrel Hotel (1952)
- The Giant (1954)
- Lion (1957)
- Castles and Dragons (1958)
- Otto at Sea (1958)
- Otto in Texas (1959)
- Otto In Africa  (1961)
- The Three Little Pigs  (1962)
- Elizabeth the Cow Ghost (1964)
- The Alligator Case (1965)
- The 3 Policemen, or, Young Bottsford of Farbe Island (1965)
- Lazy Tommy Pumpkinhead (1966)
- The Horse in the Camel Suit (1967)
- Porko von Popbutton (1969)
- Otto And The Magic Potatoes (1970)
- Call Me Bandicoot (1970)
- Bear Circus (1971)
- The Forbidden Forest (1978)

### Traductions françaises
- Les 21 Ballons, traduit de l'anglais par Michel Chrestien (Jacques Silberfeld), illustrations de l'auteur, Gallimard coll « La Bibliothèque blanche », 1968.